# Tougfouni
Tougfouni (auch: Tékou Foundi, Tougourouni Dada Kouara, Toukoufouni, Toukoufouri, Toungfini) ist ein Dorf in der Landgemeinde Tondikiwindi in Niger.

## Geographie
Das von einem traditionellen Ortsvorsteher (chef traditionnel) geleitete Dorf liegt im Trockental Kori de Ouallam. Es befindet sich rund neun Kilometer nordwestlich des Hauptorts Tondikiwindi der gleichnamigen Landgemeinde, die zum Departement Ouallam in der Region Tillabéri gehört. Zu den Siedlungen in der näheren Umgebung von Tougfouni zählen Kokaïna im Südosten und Danga Zaouni im Südwesten.
Tougfouni liegt im Dünengebiet im Westen Nigers. Es herrscht das Klima der Sahelzone vor, mit einer durchschnittlichen jährlichen Niederschlagsmenge zwischen 300 und 400 mm.

## Geschichte
Die Ernährungs- und Landwirtschaftsorganisation der Vereinten Nationen und das Welternährungsprogramm der Vereinten Nationen statteten 2017 fünf Gemüseanbaugebiete in Tougfouni mit einer Fläche von 25 Hektar mit Infrastruktur aus. Dazu gehörte insbesondere ein umfassendes Bewässerungssystem. Das Projekt, dessen Gesamtkosten sich auf 185.750.000 CFA-Francs beliefen, wurde von den Vereinigten Staaten im Rahmen des Programms Food for Peace finanziert.

## Bevölkerung
Bei der Volkszählung 2012 hatte Tougfouni 489 Einwohner, die in 51 Haushalten lebten. Bei der Volkszählung 2001 betrug die Einwohnerzahl 358 in 37 Haushalten.

## Kultur
In Tougfouni wird jährlich zu Beginn der Winterzeit eine Versammlung von Marabouts zum Zweck zur Koranrezitation einberufen.

## Wirtschaft und Infrastruktur
Es gibt eine Grundschule im Dorf.